# Stürzelhof

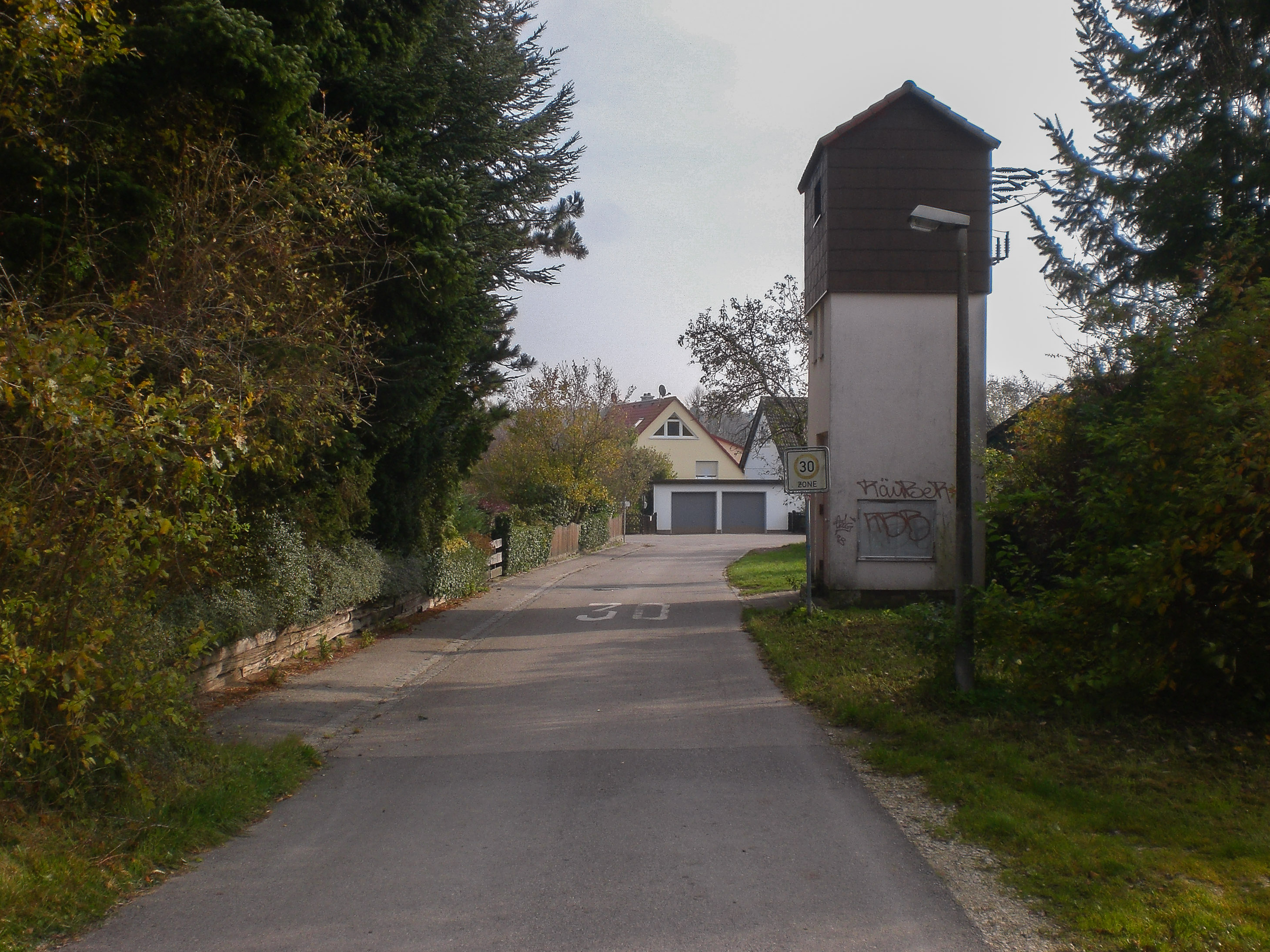
Ortsansicht von Westen

Stürzelhof ist ein Gemeindeteil der Stadt Altdorf bei Nürnberg im Landkreis Nürnberger Land (Mittelfranken, Bayern). Stürzelhof liegt in der Gemarkung Grünsberg.

## Geografie
Das Dorf bildet mit Weinhof im Südwesten eine geschlossene Siedlung. Die Staatsstraße 2239 durchzieht den Ort als Hauptstraße und führt nach Weinhof (0,3 km südwestlich) bzw. zur Anschlussstelle 90 der Bundesautobahn 3 (0,7 km nordöstlich). Im Ort befinden sich wenige Bauernhöfe sowie eine kleine Anzahl von Siedlungshäusern.

## Geschichte
Mit dem Gemeindeedikt (frühes 19. Jahrhundert) wurde Stürzelhof dem Steuerdistrikt Altenthann und der Ruralgemeinde Grünsberg zugeordnet. Am 1. Januar 1972 wurde der Ort im Rahmen der bayerischen Gebietsreform nach Altdorf eingemeindet.

## Baudenkmäler
- Weinhofer Straße 2: Wohnstallhaus